# Vườn quốc gia Núi lửa Arenal
Vườn quốc gia Núi lửa Arenal (tiếng Tây Ban Nha: Parque Nacional Volcán Arenal) là một vườn quốc gia nằm ở trung tâm của Costa Rica thuộc khu bảo tồn Arenal Tilaran. Tính năng chính của vườn quốc gia là Núi lửa Arenal, là một ngọn núi lửa hình nón vẫn còn hoạt động mạnh nhất ở Costa Rica. Trước đây nó được cho là không hoạt động cho đến khi một vụ phun trào lớn vào năm 1968. Bên cạnh là hồ Arenal với dự án đập thủy điện lớn nhất đất nước.
Vườn quốc gia cũng là nơi có ngọn Núi lửa Chato có miệng là một đầm phá. Nó còn được biết đến là Cerro Chato và là một ngọn núi lửa đã không còn hoạt động trong khoảng 3.500 năm, trùng với sự hình thành và phát triển của chính ngọn núi lửa Arenal.

## Mô tả
Vườn quốc gia là địa điểm phổ biến đối với những người yêu thích xem chim khi có tới 850 loài có mặt tại đây. Trong đó có một số loài quý hiếm và đẹp nhất như Nuốc nữ hoàng. Một số loài động vật khác có mặt tại đây gồm Khỉ thầy tu mặt trắng Panama, Báo đốm, Gấu mèo Nam Mỹ.